# Рудольф Агстнер
Д-р Рудольф Агстнер (нім. Rudolf Agstner) (1951, Гаага — 19 травня 2016, Відень) — австрійський дипломат та історик. Австрійський посол в Ефіопії. Начальник реферату культурно-політичного Департаменту Федерального міністерства з європейських та міжнародних справ Австрії. Професор.

## Життєпис
Народився 1951 році в Гаазі, Нідерланди. Після закінчення школи в Бад-Годесберзі та Відні Агстнер вивчав право в Віденському університеті (доктор юридичних наук, 1975) та закінчив аспірантуру в Віденській дипломатичній академії (1977).
З 1977 року на дипломатичній службі Австрії, служив в Парижі (1980—1981), Брюсселі (1981), Триполі (1981—1984), Нью-Йорк / Місія ООН (1984—1987), Каїрі (1991—1996) і Бонні (2005—2006). З жовтня 2006 року австрійський посол в Ефіопії та в Постійний представник в Африканському Союзі. Він є експертом з історії Австрійської (Австро-Угорської) дипломатичної служби та австрійської присутності на Близькому Сході та Східній Африці. Доктор Агстнер читає лекції в Інсбрукському університеті. Інститут сучасної історії.

## Автор праць
- автор 15 книг і більше 200 статей з історії Австрійської (Австро-Угорської) дипломатії та австрійської присутності в Україні, Єгипті, Ефіопії, Ізраїлю, Лівії та Судану.
- Агстнер Р. Про цісарів, консулів і купців — Австрія і Україна 1785—2010. — Wien-Berlin: Lit Verlag GmbH&Co.KG,2011.-409c.[4]
- Rudolf Agstner «Von Kaisern, Konsuln und Kaufleuten — Österreich und die Ukraine 1785—2010» Bd. 3, 2011, 416 S., ISBN 978-3-643-50335-0[5]
- Die Türkei 1960, Wien: Lit, 2011
- Arbeiten und Leben am Hof Haile Selassies I. Wiesbaden: Harrassowitz, 2011
- Österreich in Istanbul, Wien: Lit, 2010
- Von Kaisern und Konsuln, Wien: Fassbaender
- One week in Ethiopia, forever with God, Wien: Lit, 2009